# Weekend z królem
Hyde Park on Hudson – brytyjski komediodramat z 2012 roku w reżyserii Rogera Michella.
Światowa premiera filmu miała miejsce 31 sierpnia 2012 roku podczas 39. Festiwalu Filmowego w Telluride. W Polsce premiera filmu odbyła się 1 marca 2013 roku.

## Opis fabuły
Film oparty jest na prywatnych dziennikach Margaret Suckley (Laura Linney), które odnaleziono po jej śmierci. Opisują początek jej intymnego związku z dalekim kuzynem, prezydentem Stanów Zjednoczonych Franklinem Delano Rooseveltem (Bill Murray), w czasie gdy pracowała jako jego osobista asystentka. W czerwcu 1939 roku Roosevelt i jego żona Eleanor (Olivia Williams) gościli przez jeden weekend w swej posiadłości Hyde Park on Hudson brytyjską parę królewską, Jerzego VI (Samuel West) i Elżbietę (Olivia Colman). Mocarstwa pragnęły polepszyć wzajemne stosunki przed wybuchem II wojny światowej.

## Obsada
- Bill Murray jako Franklin Delano Roosevelt
- Laura Linney jako Margaret Suckley
- Samuel West jako król Jerzy VI
- Olivia Colman jako królowa Elżbieta
- Elizabeth Marvel jako Marguerite LeHand
- Olivia Williams jako Eleanor Roosevelt
- Elizabeth Wilson jako Sara Delano
- Martin McDougall jako Thomas Gardiner Corcoran
- Andrew Havill jako James Cameron